# Pogrzebień
Pogrzebień (německy Pogrzebin) je vesnice v gmině Kornowac v okrese Ratiboř ve Slezském vojvodství v Polsku. Pogrzebień se nachází přibližně 6 km jihovýchodně od Ratiboře a přibližně 1 km jihozápadně od obce Kornowac. Je umístěn na výšině nad údolím řeky Odry a to na jejím pravém břehu. Z vesnice (resp. z jejich vyhlídek) je dobře vidět celé panoráma údolí řeky Odry, blízkých rybníků a také pásma pohoří Beskyd a Jesenické oblasti. První písemná zmínka o místu je z roku 1258. Nachází se zde také zámek (Pałac w Pogrzebieniu), katolický kostel sv. Bartoloměje (Kościół pw. św. Bartłomieja), kaplička sv. Blažeje (Kaplica Św. Błażeja), kaplička sv. Jana Nepomucena (Kaplica Św. Jana Nepomucena) a vyhlídková věž (Wieża widokowa w Pogrzebieniu) aj.
Podle údajů z roku 2002 roku zde žilo 1153 obyvatel a v roce 2011 zde žilo 1283 obyvatel.

## Další informace
Do místa také vedou turistické stezky a cyklostezka.

## Galerie

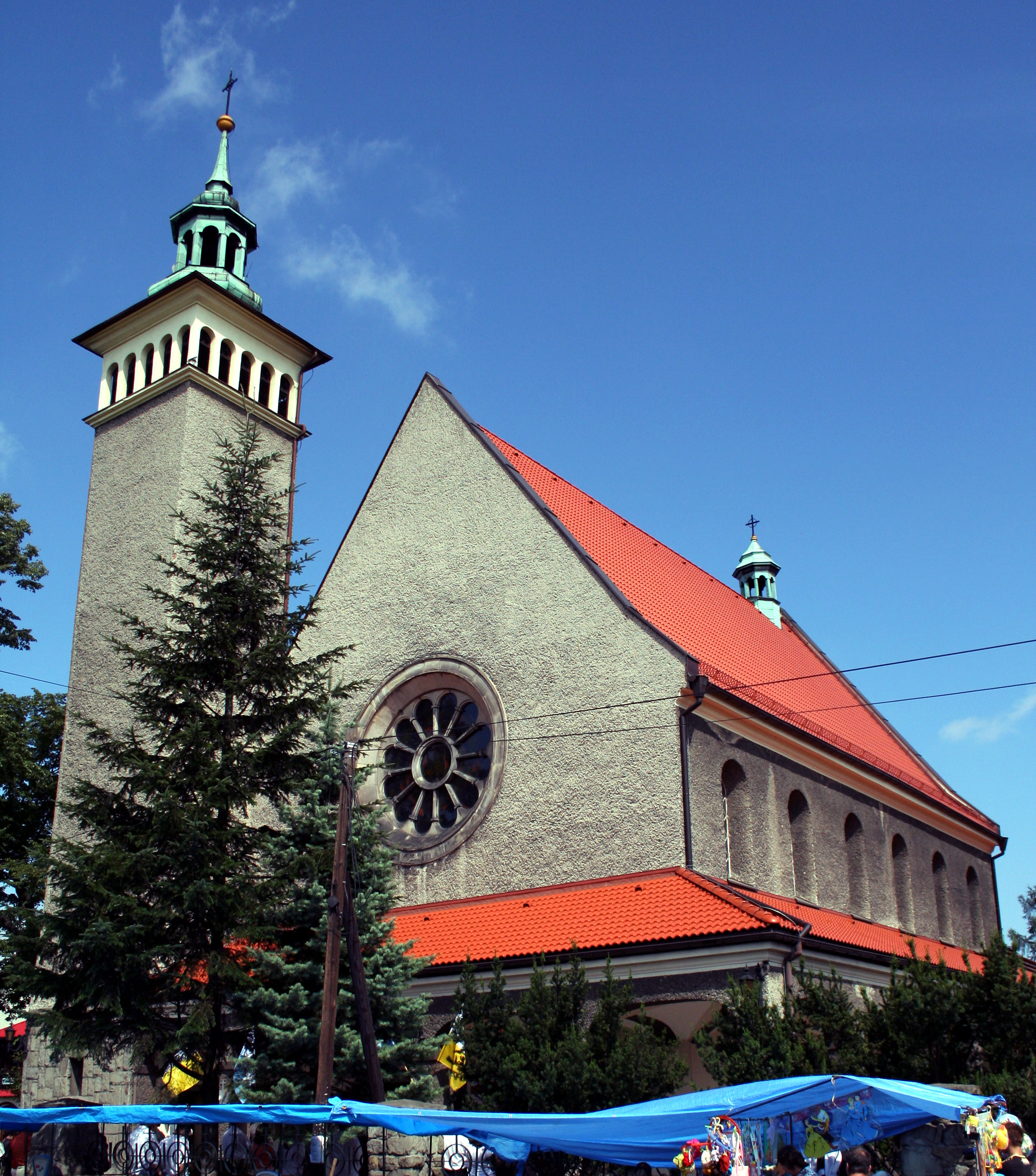
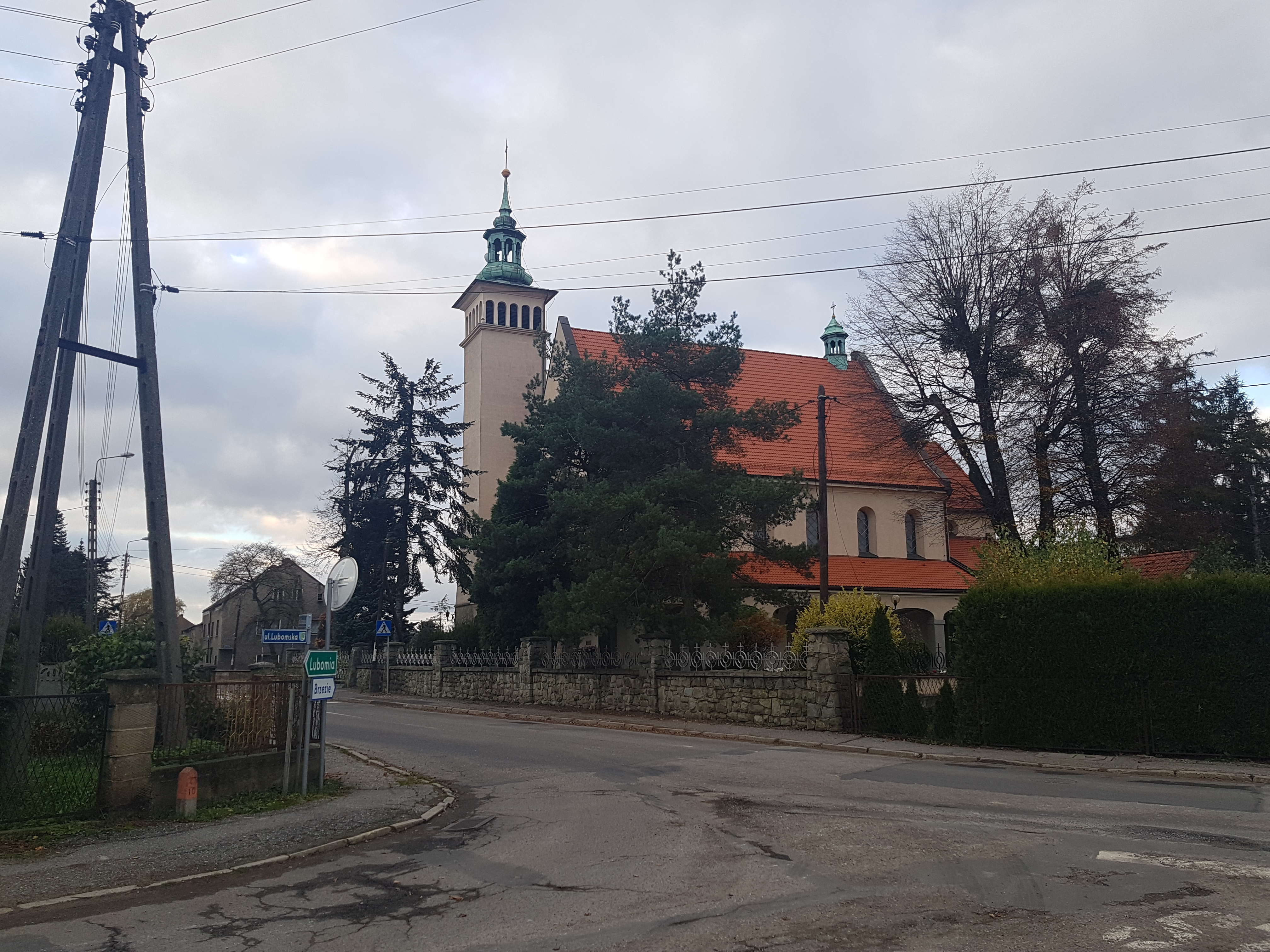
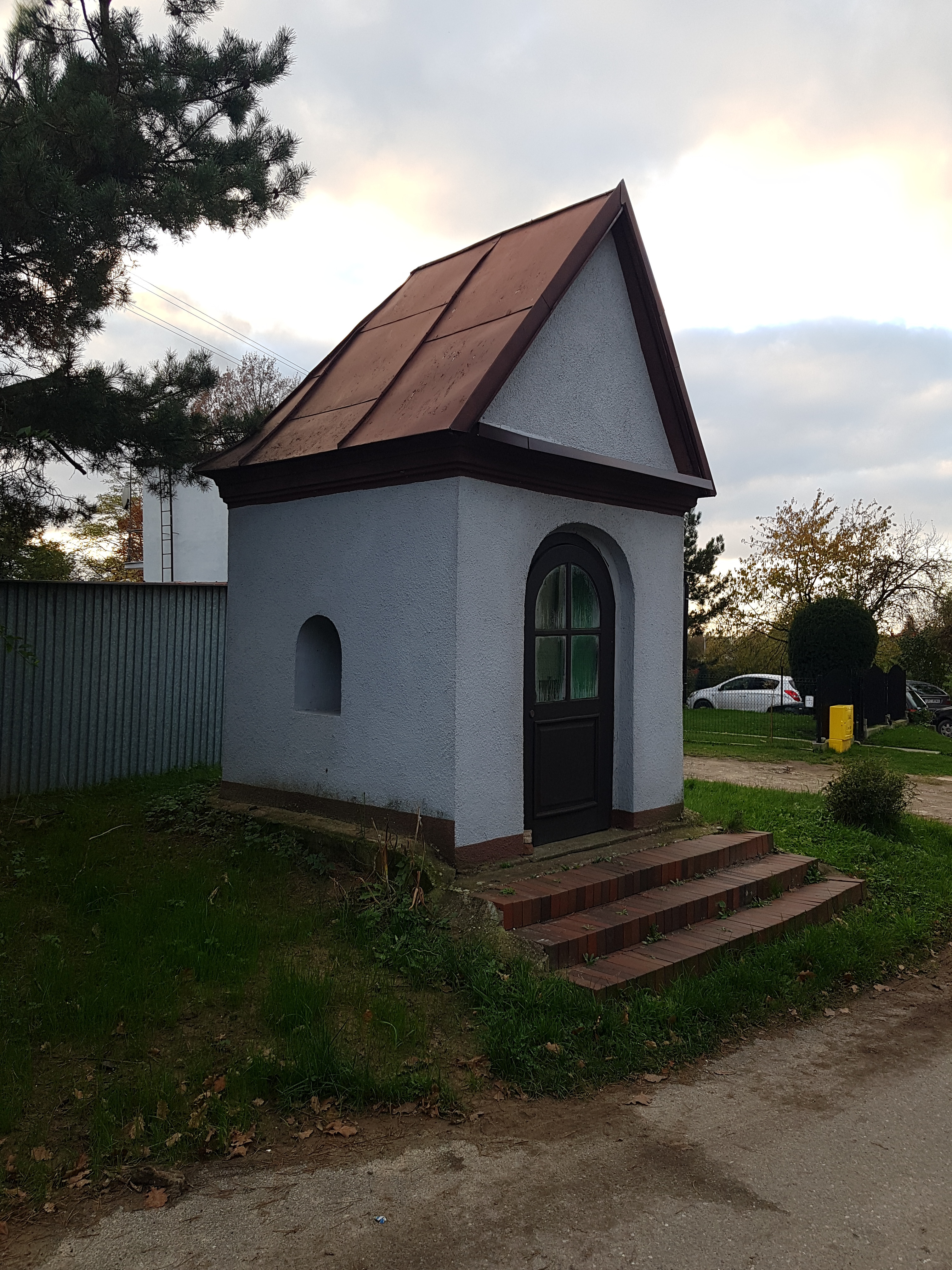
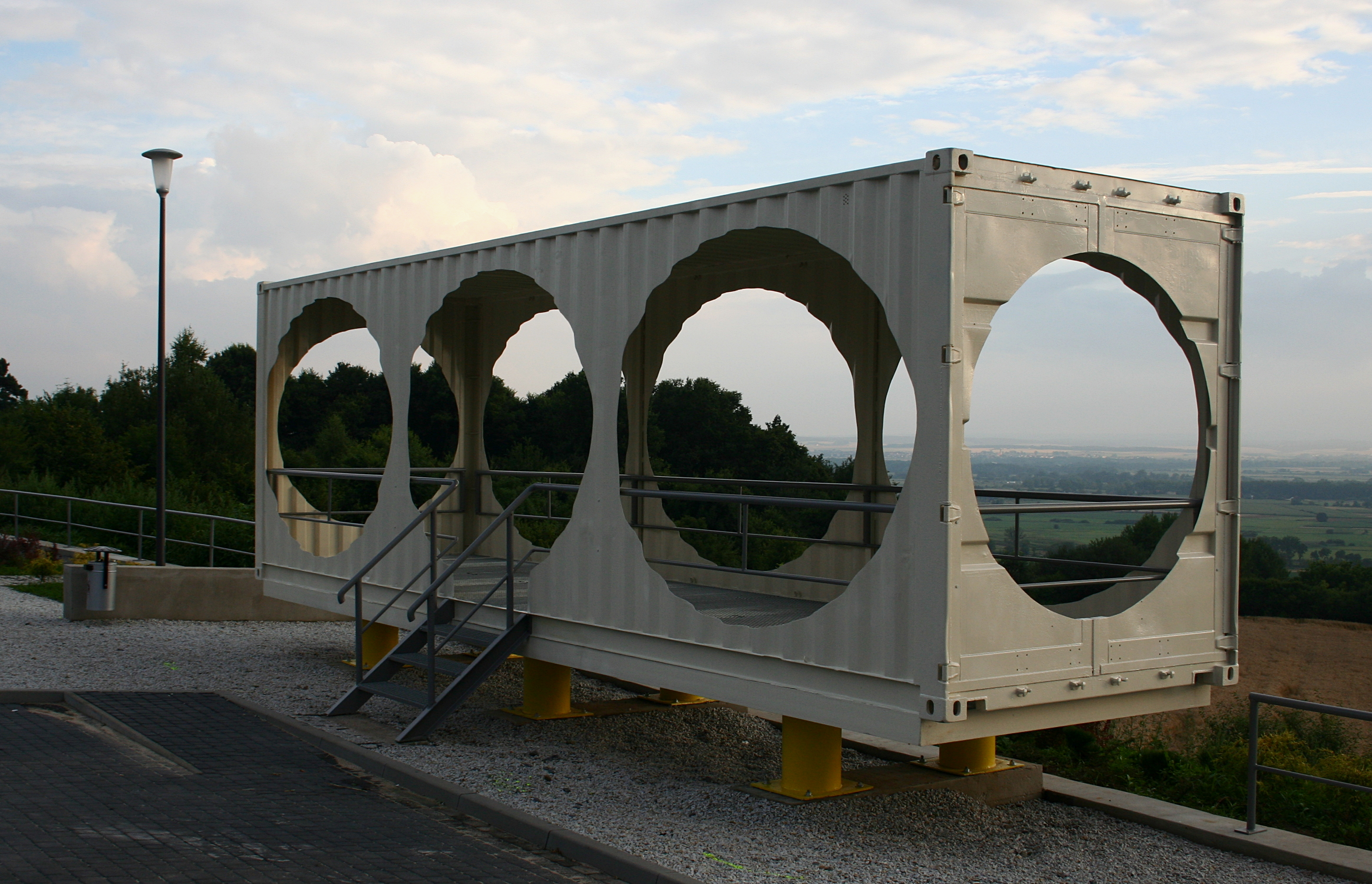
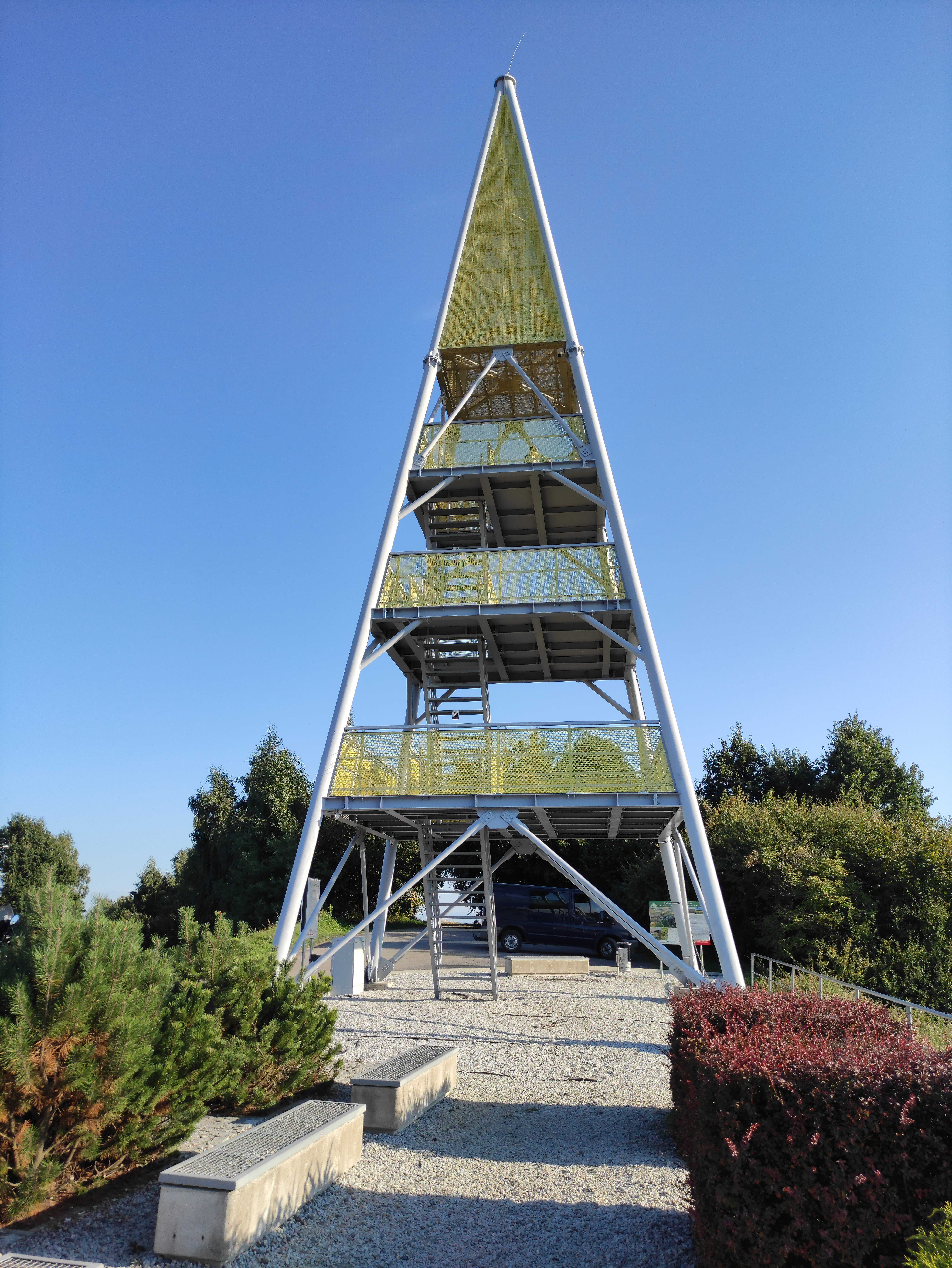
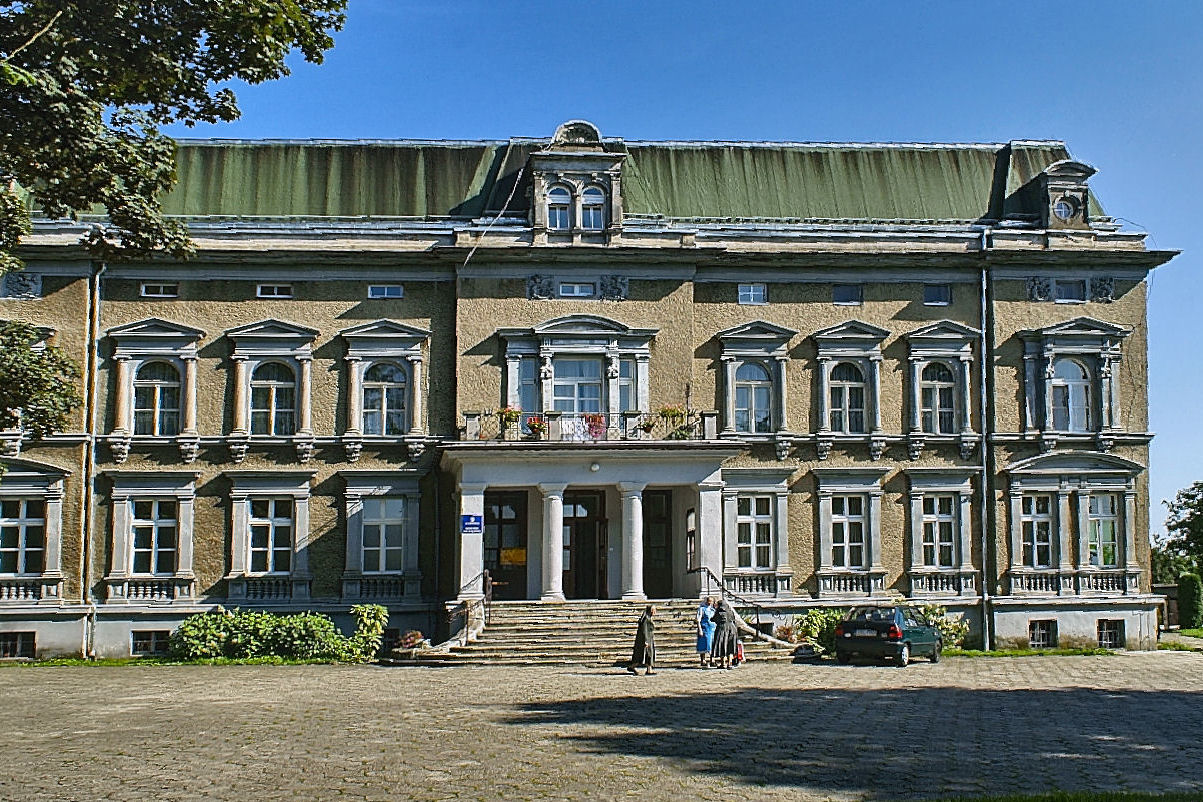
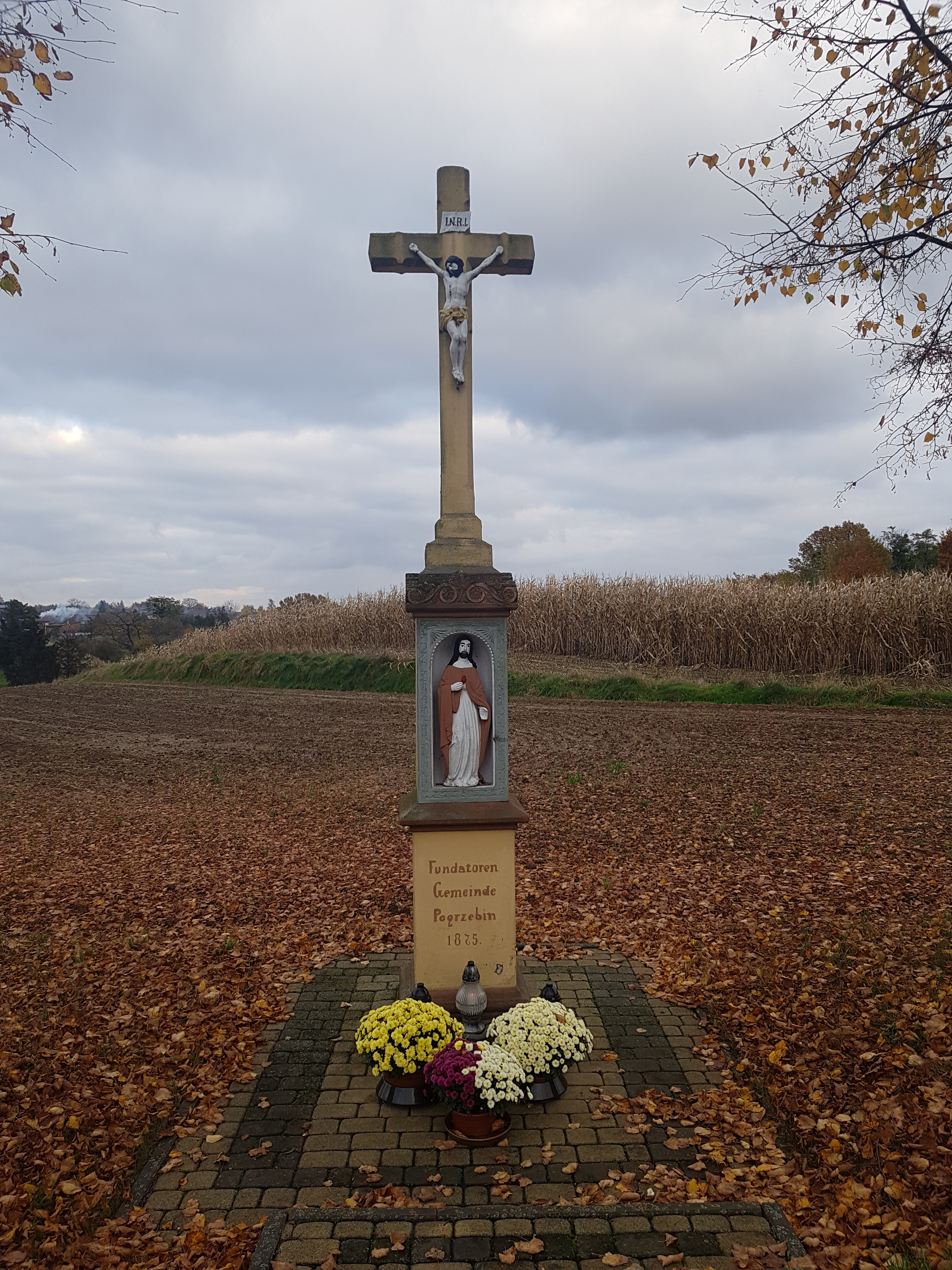